# Кольц, Аниза
Аниза Кольц (также Аниз Кольц, люкс. Anise Koltz; 12 июня 1928, Айх — 1 марта 2023) — люксембургская писательница.

## Биография
Предки поэтессы — чешского, немецкого, английского, бельгийского происхождения. Начала писать сказки на немецком и люксембургском языках, с середины 1970-х писала исключительно по-французски. В 1963—1974 и 1995—2001 возглавляла учрежденный ею международный фестиваль Дни литературы в Мондорфе (впоследствии — Европейская академия поэзии), в 1972—1975 работала в Библиотеке Томаса Манна, люксембургском филиале Гёте-Института.

## Произведения

### На немецком языке
- Märchen, Luxembourg, 1957
- Heimatlos, Gedichte, Luxembourg, 1959
- Der Wolkenschimmel und andere Erzählungen, Luxembourg, 1960
- Spuren nach innen, 21 Gedichte, Luxembourg, 1960
- Steine und Vögel, Gedichte, München/Esslingen, 1964
- Den Tag vergraben, Bechtle Verlag, 1969
- Fragmente aus Babylon, Delp Verlag, 1973

### Двуязычные издания (на немецком и французском)
- Le cirque du soleil, Pierre Seghers, 1966
- Vienne quelqu’un, Rencontre, 1970
- Fragments de Babylone, Fagne, 1974
- Sich der Stille hingeben, Heiderhoff Verlag, 1983

### На французском языке
- Le jour inventé, Paris, Librairie Saint-Germain-des-Prés, 1975
- La terre monte, Paris, Belfond, 1980
- Souffles sculptés, Luxembourg, Guy Binsfeld, 1988
- Chants de refus I et II, Paris, phi, 1993 et 1995
- Le mur du son, phi, 1997
- Le paradis brûle, Paris, La Différence, 1998
- La terre se tait, phi, 1999
- Le cri de l’épervier, phi, 2000
- Le porteur d’ombre, phi, 2001
- L’avaleur de feu, phi, 2003
- Béni soit le serpent, phi, 2004
- L’ailleurs des mots, Paris, Éditions Arfuyen, 2007, Prix Jean Servais
- La Lune noircie, Éditions Arfuyen, 2009
- La Muraille de l’Alphabet, phi, 2010
- Je renaîtrai, Éditions Arfuyen, 2011, бронзовая медаль Теофиля Готье (Французская Академия)
- Soleils chauves, Éditions Arfuyen, 2012, Prix des Découvreurs

## Переводы на русский язык
- Аниз Кольц. «Звуковой барьер». Стихотворения. Ред. А. Кудрявицкий; перевод с франц. Татьяны Щербины, Елены Туницкой и Анатолия Кудрявицкого. М.: Изд-во «Весть», 1998.

## Признание
- Премия Блеза Сандрара (1992)
- Премия Батти Вебер (Люксембург, 1996)
- Премия Гийома Аполлинера (1998)
- Орден Дружбы (Россия, 31 мая 1998 года) — за большой вклад в укрепление дружбы и развитие культурного сотрудничества между народами России и Люксембурга[5]
- Премия Яна Смрека (Словакия, 2005)
- Премия Жана Арпа (2009)
- Великий офицер ордена Дубовой короны (Люксембург, 2018))[6]
- Кавалер ордена Адольфа Нассау (Люксембург)
- Офицер ордена Заслуг (Люксембург)
- Офицер ордена «За заслуги перед Федеративной Республикой Германия» (Германия)
- Член Академии Малларме